# 존 로
존 로(영어: John Law, 1671년 4월 21일 ~ 1729년 3월 21일)는 스코틀랜드의 경제학자이다. 돈은 교환의 수단일 뿐이며, 스스로 부를 창출해내지 않는다고 생각했다. 한 국가의 부를 증대시키는 데 있어 무역을 중요한 요소로 생각하였다.
한때 파란만장한 삶을 산 사기꾼으로 묘사되곤 했다. 결투와 도박으로 젊은 나날을 보낸 존 로는 경제계에 발을 들인 이후 미시시피 버블(Mississipi Bubble)과 뒤이은 프랑스의 경제 대붕괴의 주범으로 알려져 있었다. 이러한 평가는 1960년대 초부터 좋아지기 시작하였다. 현재 존 로는 아담 스미스 이전의 경제학자들 중 가장 중요한 인물 중 하나로 꼽히고 있다.

## 생애
존 로는 스코틀랜드 파이프(Fife)의 은행가, 금세공자 집안에서 태어났다. 존의 아버지는 ‘로리스턴의 로’(Law of Lauriston)이라고 불리는 사람으로, 존 로는 어린 시절을 로리스턴 성에서 보냈다. 14살 때부터 아버지가 사망하는 1688년까지 존 로는 집안 사업에 본격적으로 참여하면서 은행업을 배웠다. 로는 이후 일을 소홀히 하기도 했다. 그러던 어느 날은 런던에서 도박을 하다가 큰돈을 잃기도 했다.
1694년 4월 9일, 존 로는 이후 오크니 백작부인이 되는 엘리자베스 빌리어스(Elizabeth Villiers)와의 일 때문에 에드워드 윌슨(Edward Wilson)과 런던 블름스베리 광장에서 결투를 벌이게 된다. 이 결투에서 윌슨은 죽게 되고, 로는 체포된다. 살인혐의로 체포된 로는 올드 베일리 법정에서 사형을 언도받는다. 이후 처벌은 벌금형이 되었으나, 윌슨 형제의 항의로 존 로는 다시 구금된다. 하지만 이후 로는 감옥에서 빠져나와 암스테르담으로 탈출한다.
이후 로는 중앙 은행의 설립을 주장하였다. 이를 통해 신용의 활용을 늘리고, 토지, 금, 은에 기반한 은행권(banknote)을 확산시키고자 하였다. 존은 스코틀랜드로 돌아가 이러한 주장을 계속하였고, 여러 논쟁에 참가하였다. 하지만 1707년 스코틀랜드와 잉글랜드의 통합으로 인해 로는 다시 범죄자의 신분이 되어 대륙으로 돌아간다.
다시 한번 대륙으로 되돌아간 로는 10여 년간 프랑스와 네덜란드를 전전하며 금융 관련한 일에 종사한다. 하지만 프랑스 경제가 위기에 빠지면서, 로는 자신의 주장을 다시 한번 관철시킬 기회를 얻게 된다. 존은 소규모의 독점과 개인적인 세금 농사(tax farming)의 철폐를 주장했다. 또한 일국의 모든 금융을 담당하는 중앙 은행과, 국가 회사의 설립을 주장했다. 이는 곧 국가에 의해 돌아가는 엄청난 독점 시스템을 의미하였는데, 이 독점으로 인해 발생하는 이윤은 국가의 빚을 청산하는데 쓰일 것이었다. 당시 프랑스의 금융 위원회(Counseil des Finances)와 상인들, 금융업자들은 이러한 계획에 반대했다.
하지만 당시 프랑스는 루이 14세가 추진한 각종 전쟁 때문에 경제적으로 총체적 난국에 빠진 상황이었다. 또한 귀금속의 부족으로 인해 통화량이 급속히 감소한 것은 물론, 새로운 동전의 주조량도 제한을 받게 되었다. 당시 프랑스 국왕 루이 15세의 섭정이었던 오를레앙 공 필리프 2세는 이러한 난국을 타개하기 위해 존 로를 금융 책임자(Controller General of Finances)로 임명한다.

### 미시시피 회사

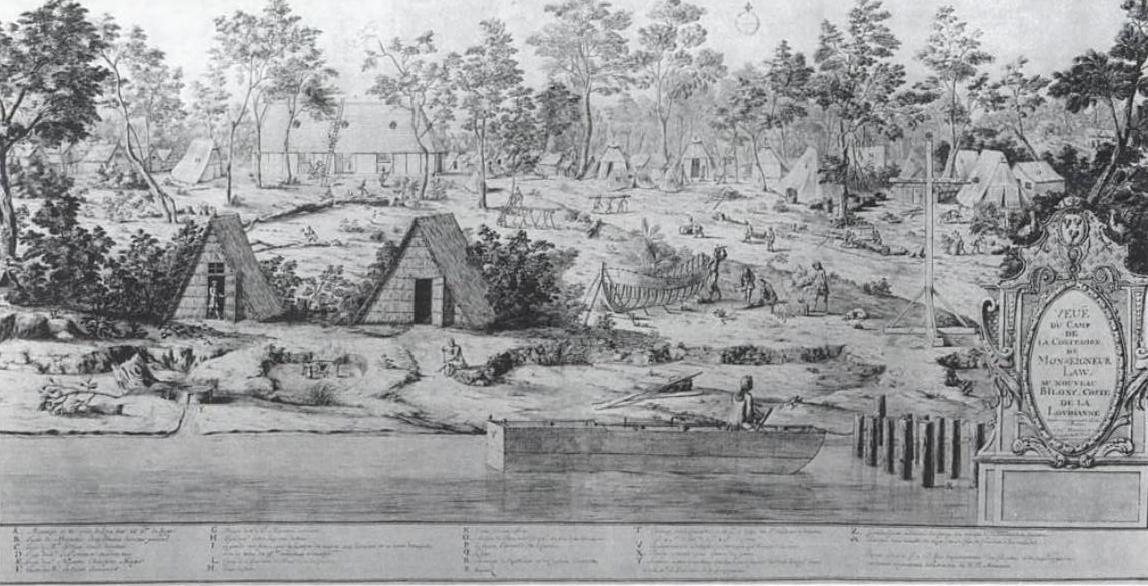
프랑스령 루이지애나의 관청이 있었던 빌록시(Biloxi)에 위치한 존 로의 캠프(1720년 12월)

1716년 5월, 존 로는 방크제너럴(Banque Générale)을 설립하고 지폐 사용을 시작했다. 이것은 사설은행(private bank)였지만, 정부의 어음과 정부가 인정하는 은행권의 총 3/4로 이루어진 은행이었다. 1717년 8월, 존 로는 미시시피 회사(Mississippi Company)를 살 목적으로 프랑스령 루이지애나를 도우려 하였다. 같은 해에 존 로는 미시시피 회사를 '서방회사'(Conpagnie d'Occident)라는 이름의 무역, 합자 회사(joint stock company)로 재편했다. 로는 서방 회사의 책임자로 있으면서, 서인도와 북아메리카 지역의 무역을 독점하였다.
1718년에 방크제너럴은 왕립 은행(Banque Royale)이 되었는데, 이는 존 로가 발행했던 은행권들이 이제 루이 15세의 승인을 받은 것들임을 의미했다. 이어 서방회사는 프랑스 동인도 회사와 프랑스 중국 회사(Compagnie de Chine) 등 다른 무역회사들을 대부분 흡수하고 1719년 5월 23일 Compagnie Perpetuelle des Indes(이후 '미시시피 회사')로 다시 한번 재편되었다. 이 회사는 프랑스가 가지고 있던 모든 해상 상업적 권리에 대한 독점을 가지게 되었다.
이처럼 존 로의 시스템은 점점 현실화되어 갔지만, 그로 인해 일종의 지폐처럼 유통되고 있던 미시시피 회사 주식에 대한 투기를 불러일으켰다. 그리고 이 투기로 인해 인플레이션이 고조되었다. 미시시피 회사가 사실상 국가 회사이었기 때문에, 미시시피 회사의 주식은 사실상 정부의 부채나 다름 없었다. 1720년에는 사실상 프랑스의 중앙 은행이었던 방크제너럴과 미시시피 회사가 통합되었다. 그리고 존 로가 선도적으로 추진했던 은행권 발행은 엄청난 성공을 이어갔다.
미시시피 회사의 주식은 실제 가치와 무관하게 계속해서 투기에 이용되고 있었지만, 국가 채무로 인해 이로 인한 위기는 찾아오지 않았다. 지나치게 회사 주식이 비싸지면서, 실제 가치와 가격을 맞추기 위해 새로운 주식들이 발행되었다. 존 로는 루이지애나의 경제적 가치를 과장하여 투자를 계속 끌어모았고, 1719년에 이르면 투기의 흐름이 최고조에 다다른다. 이때 발생된 새로운 주식들은 500 리브르의 가격이었지만, 1720년 전반기에 무려 1만 8천 리브르까지 가격이 올랐다. 하지만 급격히 경기 과열이 식으면서, 1720년 여름부터 가격이 떨어지기 시작하여, 1721년까지 시가 총액이 97%나 하락하게 된다. 이처럼 가격 거품이 꺼질 조짐이 보이자, 사람들은 앞다투어 은행권을 금으로 바꾸기 시작했고, 이는 가격 폭락을 부추겼다. 1720년 말에 결국 섭정 오를레앙 공은 존 로를 해임하고, 존 로는 프랑스를 떠나게 된다.

### 말년
로는 프랑스를 떠나 브뤼셀에서 가난하게 살았다. 이후 몇 년동안 존 로는 로마, 코펜하겐, 베네치아 등지에서 도박을 하며 살았다. 1719년 영국에서 사면된 이후 로는 런던으로 돌아가 4년을 살았지만 그나마 존 로와 친했던 오를레앙 공이 1723년에 죽으면서 프랑스로 되돌아갈 수 없게 되었다. 결국 다시 베네치아로 돌아갔으며, 가난과 함께 폐렴을 겪다가 1729년에 사망한다.

## 참고도서

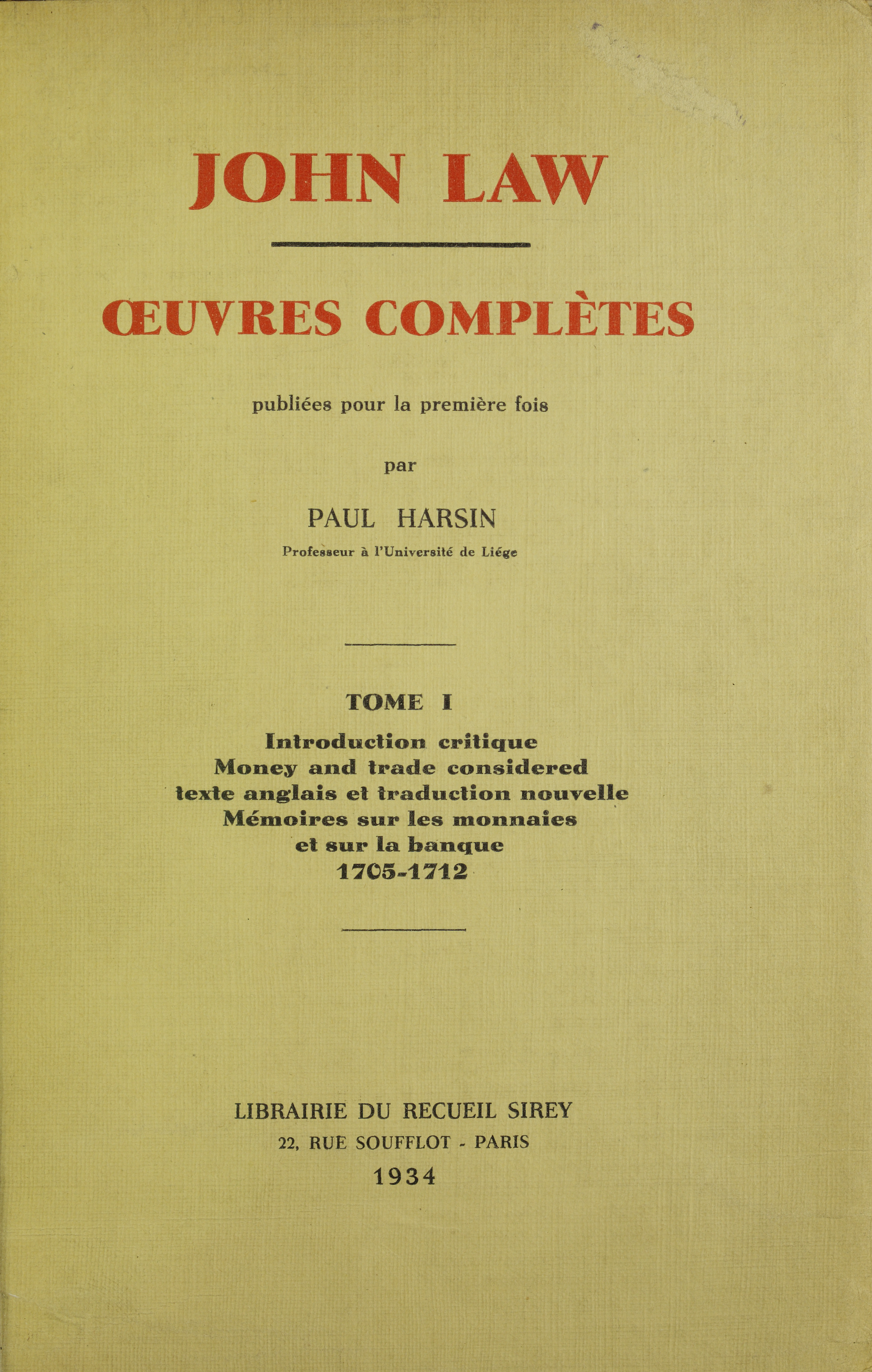
Money and trade considered, with a proposal for supplying the Nation with money', 1934

- Antion E, Murphy, 《John Law: Economic Theorist and Policy-Maker》, Oxford University Press, 1997 : 존 로에 관련된 글 중 가장 널리 알려진 것 중 하나다. 존 로를 '사기꾼'으로 폄하했던 기존의 평가가 지금의 '중요 경제학자이자 성공적인 금융 리더'라는 평가로 바뀌는데 결정적인 역할을 하였다.

- Janet Gleeson, 《Millionaire: The Philanderer, Gambler, and Duelist Who Invented Modern Finance》, 2000 (ISBN 0-684-87295-1) : 존 로에 관한 전기물

- 아론 브라운(Aaron Brown) 저, 안진환 역, 《월스트리트의 포커페이스》(The Poker Face of Wall Street), John Wiley & Sons, 2006 (한국어판 : 북폴리오, 2007 ISBN 978-89-378-3205-5) : 이 책에서 존 로는 선물 거래소(futures exchange)와 포커에 영향을 준 인물로 묘사된다.

- H. Montgomery Hyde, 《John Law - The History of an Honest Adventurer》, W. H. Allen, 1969 : 존 로의 생각에 호의적인 저서 중 하나이다.

- Robert Minton, 《John Law, the Father of Paper Money》, Association Press, 1975 : 존 로의 금융 제도 쇄신이 지폐 제도의 형성에 지대한 영향을 미쳤다고 평가한다.

- 찰스 맥케이(Charles Mackay) 저, 이윤섭 역, 《대중의 미망과 광기》(Extraordinary Popular Delusions and the Madness of Crowds 영어판 읽기), 1841(한국어판 : 창해, 2004 ISBN 89-7919-486-2) : 1841년에 처음 발간된 것으로, 프랑스에서 있었던 존 로의 금융활동에 대해 부정적이지만 흥미진진하게 묘사하고 있다.

## 같이 보기
- 튤립 파동
- 미시시피 계획